# Liste der Baudenkmäler in Bamberg/Wunderburg
Auf dieser Seite sind die Baudenkmäler in der oberfränkischen kreisfreien Stadt Bamberg zusammengestellt. Diese Tabelle ist eine Teilliste der Liste der Baudenkmäler in Bayern. Grundlage ist die Bayerische Denkmalliste, die auf Basis des Bayerischen Denkmalschutzgesetzes vom 1. Oktober 1973 erstmals erstellt wurde und seither durch das Bayerische Landesamt für Denkmalpflege geführt wird. Die folgenden Angaben ersetzen nicht die rechtsverbindliche Auskunft der Denkmalschutzbehörde.
Diese Teilliste enthält die Denkmäler der Wunderburg und südöstlichen Stadterweiterungen der Theuerstadt gemäß der Aufteilung des RF.

## Baudenkmäler der Wunderburg und der südöstlichen Stadterweiterung

### Am Hochgericht
| Lage                                                                                              | Objekt                             | Beschreibung | Akten-Nr.                | Bild           |
| ------------------------------------------------------------------------------------------------- | ---------------------------------- | --- | ------------------------ | -------------- |
| Am Hochgericht 2, 4, 6, 8, 10, 12, 14, 16, 18, 20, 22, 24, 26, 28, Erlichstraße 77, 79 (Standort) | Siedlung Goldene Hochzeitsstiftung | Wohnsiedlung aus einer gebogenen Reihe zweigeschossiger Doppelhäuser mit Satteldach und einem Kopfbau mit Sichtfachwerk, Heimatstil, 1928 | D-4-61-000-1452 Wikidata | weitere Bilder |

### Am Luitpoldhain
| Lage                                                                                           | Objekt                    | Beschreibung                                                                                          | Akten-Nr.              | Bild           |
| ---------------------------------------------------------------------------------------------- | ------------------------- | --- | ---------------------- | -------------- |
| Am Luitpoldhain 59, am Rand der Forchheimer Straße bei der Hugo-von-Trimberg-Schule (Standort) | Sogenannte Beichtenmarter | Gotischer Aufsatz auf kräftigem Sandsteinpfeiler, zwei Kreuzigungsdarstellungen, Ende 15. Jahrhundert | D-4-61-000-37 Wikidata | weitere Bilder |

### Bughofer Straße
| Lage                         | Objekt                 | Beschreibung                      | Akten-Nr.                | Bild           |
| ---------------------------- | ---------------------- | --------------------------------- | ------------------------ | -------------- |
| Bughofer Straße 2 (Standort) | Ehemaliges Gärtnerhaus | Eingeschossig mit Kniestock, 1863 | D-4-61-000-1391 Wikidata | weitere Bilder |

### Egelseestraße
| Lage                        | Objekt                             | Beschreibung | Akten-Nr.               | Bild           |
| --------------------------- | ---------------------------------- | --- | ----------------------- | -------------- |
| Egelseestraße (Standort)    | Bildstock, sogenannte Bäckermarter | Sandstein, wenig hoher aber breiter Aufbau mit skulpiertem Aufsatz, Heilige Dreifaltigkeit, Nebenfiguren heiliger Otto und heiliger Georg, auf dem Sockel Symbol einer Brezel, barock, um 1720 | D-4-61-000-116 Wikidata | weitere Bilder |
| Egelseestraße 99 (Standort) | Marter                             | Mit reliefiertem vierseitigen Aufsatz, Sandstein, bezeichnet „1720“ | D-4-61-000-117 Wikidata | weitere Bilder |

### Ehrlichstraße
| Lage                                         | Objekt   | Beschreibung | Akten-Nr.               | Bild |
| -------------------------------------------- | -------- | --- | ----------------------- | ---- |
| Ehrlichstraße, Hans-Schütz-Straße (Standort) | Wegkreuz | Sandsteinkreuz auf Postament mit steinernem Kruzifix im Viernageltypus, im Stil der Neogotik, bez. 1878. nachqualifiziert | D-4-61-000-364 Wikidata | BW   |

### Fechserschlag
| Lage                                                           | Objekt                              | Beschreibung | Akten-Nr.                | Bild           |
| -------------------------------------------------------------- | ----------------------------------- | --- | ------------------------ | -------------- |
| Fechserschlag, Fohlengarten, Nähe Geisfelder Straße (Standort) | Fragment der 1785 zerstörten Marter | Flacher Reliefstein mit Kreuzigungsgruppe, an den schmalen Flanken zwei Heilige, wohl 15. Jh., ehemals gelegen am alten Roßdorfer Stadtweg | D-4-61-000-2410          | BW             |
| Fechserschlag, Fohlengarten, Nähe Geisfelder Straße (Standort) | Ehemalige Munitionsarbeiterhäuser   | Zur Herstellung und Zerlegung von Munition, eingeschossige, zweischiffige Hallen mit flachen Satteldächern, Stahlbetonbinder und Ziegelmauerwerk von 1917, 1925 bis 1927 Produktionsstätte der ersten Motorflugzeuge in Leichtbauweise M 17 und M 18 der Fa. Flugzeugbau Messerschmitt Bamberg | D-4-61-000-2558 Wikidata | weitere Bilder |
| Fechserschlag, Fohlengarten, Nähe Geisfelder Straße (Standort) | Kreuzstein                          | Mit eingearbeitetem lateinischem Kreuz, darunter den Umrissen eines Kopfes und einer Pflugrute, nicht datiert | D-4-61-000-2555          | BW             |

### Geisfelder Straße
| Lage                           | Objekt              | Beschreibung | Akten-Nr.                | Bild           |
| ------------------------------ | ------------------- | --- | ------------------------ | -------------- |
| Geisfelder Straße 2 (Standort) | Ehemaliges Zollhaus | Eingeschossiger massiver Walmdachbau, freistehend in Ecklage, 1910; Erweiterung um die nord-östliche Gebäudeachse, 1929; das 1952 nordöstlich angebaute ehemalige Milchgeschäft mit Flachdach ist nicht Bestandteil des Baudenkmals | D-4-61-000-1457 Wikidata | weitere Bilder |

### Hemmerleinstraße
| Lage                                              | Objekt          | Beschreibung | Akten-Nr.               | Bild           |
| ------------------------------------------------- | --------------- | --- | ----------------------- | -------------- |
| Hemmerleinstraße 2 (Standort)                     | Mietshaus       | Viergeschossiger Satteldachbau mit leicht vorspringendem Erker im dritten und vierten Obergeschoss, Fassadengestaltung in Formen des reduzierten Historismus, 1910 | D-4-61-000-308 Wikidata | weitere Bilder |
| Hemmerleinstraße 3; Hemmerleinstraße 5 (Standort) | Doppelmietshaus | Viergeschossiger Satteldachbau mit übergiebeltem Mittelrisalit, Fassadengestaltung in Formen des reduzierten Historismus, von Martin Hartmann, um 1910             | D-4-61-000-309 Wikidata | weitere Bilder |
| Hemmerleinstraße 4; Hemmerleinstraße 6 (Standort) | Doppelmietshaus | Viergeschossiger Satteldachbau, Fassadengestaltung in Formen des reduzierten Historismus, von Anton Staller 1910                                                   | D-4-61-000-310 Wikidata | weitere Bilder |

### Holzgartenstraße
| Lage                                               | Objekt                        | Beschreibung                                                                  | Akten-Nr.                | Bild           |
| -------------------------------------------------- | ----------------------------- | ----------------------------------------------------------------------------- | ------------------------ | -------------- |
| Holzgartenstraße 2 (Standort)                      | Wunderburgschule              |                                                                               | D-4-61-000-356 Wikidata  | weitere Bilder |
| Holzgartenstraße 2, Ecke Kapellenstraße (Standort) | Anbau an der Wunderburgschule | Von Hans Jakob Erlwein, 1903, mit Laubengang                                  | D-4-61-000-356 Wikidata  | weitere Bilder |
| Holzgartenstraße 11 (Standort)                     | Gärtnerhaus                   | Eingeschossiger traufständiger Satteldachbau mit stichbogigen Öffnungen, 1878 | D-4-61-000-1416 Wikidata | weitere Bilder |

### Koppenhofgasse
| Lage                        | Objekt      | Beschreibung                                                                                         | Akten-Nr.               | Bild           |
| --------------------------- | ----------- | --- | ----------------------- | -------------- |
| Koppenhofgasse 1 (Standort) | Bauernhaus  | Eingeschossiger giebelständiger Satteldachbau, 17. Jahrhundert                                       | D-4-61-000-874 Wikidata | weitere Bilder |
| Koppenhofgasse 3 (Standort) | Gärtnerhaus | Zweigeschossiger Steilsatteldachbau mit einseitigem Walm und angebauter Scheune, 17./18. Jahrhundert | D-4-61-000-518 Wikidata | Gärtnerhaus    |

### Kunigundendamm
| Lage                                              | Objekt          | Beschreibung | Akten-Nr.               | Bild           |
| ------------------------------------------------- | --------------- | --- | ----------------------- | -------------- |
| Kunigundendamm 36 (Standort)                      | Mietshaus       | Dreigeschossiger traufständiger Satteldachbau, massiver Putzbau auf Natursteinsockel, zweigeschossiger Mittelerker, darüber Zwerchhaus mit haubenbesetzten Seitentürmchen, Heimatstil in Anlehnung an Nachgotik und Deutsche Renaissance, 1906 von Martin Hartmann       | D-4-61-000-527 Wikidata | weitere Bilder |
| Kunigundendamm 39 (Standort)                      | Mietshaus       | Dreigeschossiger massiver Satteldachbau, verputzt, asymmetrisch gegliederte Fassade im malerischen Heimatstil, mehrgeschossiger Erker mit Haube, Zwerchhaus mit Fachwerkgiebel und Halbwalmdach, 1905 von Gustav Haeberle                                                | D-4-61-000-528 Wikidata | weitere Bilder |
| Kunigundendamm 40 (Standort)                      | Mietshaus       | Massiver dreigeschossiger Eckbau mit viergeschossigem Eckturm mit welschen Giebeln und Laterne, verputzt mit Werksteingliederungen, Fachwerkgaube, malerischer Heimatstil unter Verwendung von Formen der Renaissance, 1905 von Gustav Haeberle                          | D-4-61-000-529 Wikidata | weitere Bilder |
| Kunigundendamm 41 (Standort)                      | Mietshaus       | Reich gegliederter massiver dreigeschossiger Eckbau mit viergeschossigem Eckturm, verputzt mit Werksteingliederungen, Fachwerkgauben, Heimatstil, 1905 von Johann Groh                                                                                                   | D-4-61-000-530 Wikidata | weitere Bilder |
| Kunigundendamm 42 (Standort)                      | Mietshaus       | Dreigeschossiger Traufseitbau, massiv, verputzt, mit Satteldach, Seitenrisalit mit zweigeschossigem Erker, Fachwerkgaube, Heimatstil in historisierenden Formen, 1905 von Johann Groh                                                                                    | D-4-61-000-531 Wikidata | weitere Bilder |
| Kunigundendamm 43; Kunigundendamm 43 a (Standort) | Doppelmietshaus | Über Kalksteinsockel viergeschossiger verputzter Massivbau mit Satteldach, je Haushälfte Zwerchhaus und zweigeschossiger Erker, Reformstil, 1909 von Josef Grenz | D-4-61-000-532 Wikidata | weitere Bilder |
| Kunigundendamm 44 (Standort)                      | Mietshaus       | Über Kalksteinsockel dreieinhalbgeschossiger Traufseitbau mit Flachsatteldach und Dachbalkon, Fenster und Türeinfassungen mit Jugendstildekor, 1902 von Chrysostomus Martin                                                                                              | D-4-61-000-533 Wikidata | weitere Bilder |
| Kunigundendamm 45 (Standort)                      | Mietshaus       | Dreigeschossiger, traufständiger Mansarddachbau, Erdgeschoss in Kalkstein, Obergeschosse verputzt, mit Fachwerkzwerchhaus mit Halbwalm, im Heimatstil mit Jugendstildekor, von Julius Steiner, 1904                                                                      | D-4-61-000-534 Wikidata | weitere Bilder |
| Kunigundendamm 53; Kunigundendamm 54 (Standort)   | Doppelmietshaus | Traufständiger. massiver Satteldachbau, verputzt, viergeschossig, jeweils mit Zwerchhaus und dreigeschossigem Erker, Reformstil, Eingänge mit Jugendstildekor, um 1910 von Martin Hartmann                                                                               | D-4-61-000-535 Wikidata | weitere Bilder |
| Kunigundendamm 60 (Standort)                      | Mietshaus       | Viergeschossiger traufständiger Satteldachbau, massiv, verputzt, in rustiziertem Erdgeschoss, Obergeschoss mit barockisierender Kolossalpilastergliederung, traditionalistische Moderne, 1927 von Anton Staller                                                          | D-4-61-000-536 Wikidata | weitere Bilder |
| Kunigundendamm 61; Kunigundendamm 62 (Standort)   | Doppelmietshaus | Viergeschossiger verputzter Massivbau mit Satteldach, symmetrisch gegliederte Trauffassade, seitlich gestufte Zwerchhäuser, mittig zwischen zwei dreigeschossigen Erkern eingespannte Balkone mit Eisengittern, Reformstil mit Jugendstildekor, 1911 von Gustav Haeberle | D-4-61-000-537 Wikidata | weitere Bilder |

### Moosstraße
| Lage | Objekt                                                             | Beschreibung | Akten-Nr.                | Bild           |
| --- | ------------------------------------------------------------------ | --- | ------------------------ | -------------- |
| Moosstraße 46, Moosstraße 46 a (Standort) | Brauerei Maisel, Apparate-, Maisch- und Kesselhaus mit Schornstein | Historistischer Blankziegelbau nach Plänen von M. Maier, 1904                                                                                              | D-4-61-000-1421 Wikidata | weitere Bilder |
| Moosstraße 46, Moosstraße 46 a (Standort) | Brauerei Maisel, Sudhaus                                           | Bauliche Ergänzung, neugotischer Blankziegelbau von palastartiger Wirkung, von Anton Steinecker, Freising, 1908; mit Ausstattung                           | D-4-61-000-1421 Wikidata | weitere Bilder |
| Moosstraße 127, Moosstraße 131, Pödeldorfer Straße 176, Pödeldorfer Straße 178 a, Pödeldorfer Straße 180 d, Pödeldorfer Straße 182 (Standort) | Volkspark mit Stadion                                              | Festwiese, ehemalige Radrennbahn, Fußball- und Tennisplätzen, Rollschuhbahn, Schießstand, Kriegerdenkmal mit Parkanlage, Stadionbad (teilweise), 1925–1956 | D-4-61-000-1453 Wikidata | weitere Bilder |
| Pödeldorfer Straße 178 (Standort) | Volkspark, ehemalige Jugendherberge                                | Ergänzung des Volksparks, zwischen 1936 und 1938 | D-4-61-000-1453 Wikidata | weitere Bilder |
| Pödeldorfer Straße 180 (Standort) | Volkspark, Vereinsgaststätte                                       | Ergänzung des Volksparks, zwischen 1936 und 1938 | D-4-61-000-1453 Wikidata | weitere Bilder |

### Nürnberger Straße
| Lage                             | Objekt                                                            | Beschreibung | Akten-Nr.                | Bild           |
| -------------------------------- | ----------------------------------------------------------------- | --- | ------------------------ | -------------- |
| Nürnberger Straße 110 (Standort) | Hauptgebäude der ehemaligen Koppenhofkaserne, dann Holzhofkaserne | Breitgelagerter dreiflügeliger, risalitgegliederter Blankziegelbau mit flach geneigten Satteldächern und sparsamen Sandsteingliederungen, dreigeschossig mit Mezzanin, Risalite mit zinnenbekrönten Stufengiebel, im neugotischen Maximilianstil, 1862/63 | D-4-61-000-984 Wikidata  | weitere Bilder |
| Nürnberger Straße 119 (Standort) | Gärtnerhaus                                                       | Zweigeschossiger traufständiger Satteldachbau in geschlossener Bebauung, um 1850 | D-4-61-000-1456 Wikidata | weitere Bilder |
| Nürnberger Straße 183 (Standort) | Ehemaliges Proviantamt, Dienst- und Wohngebäude                   | Zweigeschossiger Walmdachbau mit übergiebeltem Mittelteil, Heimatstil, 1913/15 | D-4-61-000-854 Wikidata  | weitere Bilder |

### Ohmstraße
| Lage                    | Objekt                                                                         | Beschreibung                                                                                          | Akten-Nr.       | Bild           |
| ----------------------- | ------------------------------------------------------------------------------ | --- | --------------- | -------------- |
| Ohmstraße 16 (Standort) | Glockenstuhl aus dem Südturm der ehemaligen Chorherrenstiftskirche St. Gangolf | 1679/80 (dendro.dat.), 1985 demontiert und auf dem Gelände der Staatl. Berufsschule Bamberg aufgebaut | D-4-61-000-2553 | weitere Bilder |

### Ulanenplatz
| Lage                   | Objekt        | Beschreibung | Akten-Nr.               | Bild           |
| ---------------------- | ------------- | --- | ----------------------- | -------------- |
| Ulanenplatz (Standort) | Ulanendenkmal | Auf hohem Steinsockel Bronzefigur eines berittenen Ulanen, 1924 nach einem Entwurf von Mulfinger (Pforzheim), unter Beteiligung von Theodor Fischer, ausgeführt von Konrad Roth; 1924 am Obstmarkt, 1953 an der gegenwärtigen Stelle errichtet | D-4-61-000-637 Wikidata | weitere Bilder |

### Wunderburg
| Lage                     | Objekt                             | Beschreibung | Akten-Nr.               | Bild           |
| ------------------------ | ---------------------------------- | --- | ----------------------- | -------------- |
| Wunderburg 2 (Standort)  | Ehemaliges Schulhaus               | Zweigeschossiger Walmdachbau mit Lisenengliederung, 1790, um 1840 aufgestockt | D-4-61-000-773 Wikidata | weitere Bilder |
| Wunderburg 4 (Standort)  | Pfarrhaus                          | Zweigeschossiger Blankziegelbau mit Satteldach und gestuftem Zwerchgiebel, neugotisch, von Chrysostomus Martin, 1888                                                                      | D-4-61-000-774 Wikidata | weitere Bilder |
| Wunderburg 5 (Standort)  | Brauereigasthaus                   | Dreigeschossiger traufständiger Satteldachbau mit Zwerchhaus und korbbogiger Durchfahrt, 1724/25 (dendrochronologisch datier), Sandsteinquaderfassade mit Werksteingliederung wohl später | D-4-61-000-775 Wikidata | weitere Bilder |
| Wunderburg 6 (Standort)  | Katholische Pfarrkirche Maria-Hilf | Neugotische Hallenkirche, ursprünglich Blankziegelbau, mit Fassadenturm, 1886 von Chrysostomus Martin                                                                                     | D-4-61-000-776 Wikidata | weitere Bilder |
| Wunderburg 9 (Standort)  | Wohnhaus                           | Zweigeschossiger giebelständiger Satteldachbau in gotisierenden Formen, 1902 von Chrysostomus Martin                                                                                      | D-4-61-000-777 Wikidata | weitere Bilder |
| Wunderburg 10 (Standort) | Gasthaus                           | Zweigeschossiger Mansarddachbau, 1812, der nach Norden vorspringende Bauteil späteres 19. Jahrhundert; mit Ausstattung                                                                    | D-4-61-000-778 Wikidata | weitere Bilder |
| Wunderburg 15 (Standort) | Wohnhaus                           | Zweigeschossiger Walmdachbau, im Kern wohl 18. Jahrhundert, Straßenfront wohl um 1900 ausgestaltet                                                                                        | D-4-61-000-779 Wikidata | weitere Bilder |